# Microplitis pseudomurina
Microplitis pseudomurina är en stekelart som beskrevs av Abdinbekova 1969. Microplitis pseudomurina ingår i släktet Microplitis och familjen bracksteklar. Inga underarter finns listade i Catalogue of Life.